# Мадагаскар на літніх Олімпійських іграх 2020
Мадагаскар на літніх Олімпійських іграх 2020 представляли шість спортсменів у чотирьох видах спорту.